# MyDLP
MyDLP (My Data Loss Prevention) è una soluzione open source per la prevenzione della perdita di dati.
La prevenzione della perdita dei dati (o Data Loss Prevention) mira a prevenire che dati critici, come numeri di carte di credito, informazioni personali o segreti commerciali, vengano accidentalmente o intenzionalmente divulgati al di fuori dell'ambiente sicuro dell'azienda.
I canali di controllo dei dati supportati da MyDLP includono web, posta elettronica, messaggistica istantanea, trasferimento di file su dispositivi di archiviazione rimovibili e stampanti.
Inizialmente, il progetto MyDLP, rilasciava il suo codice sorgente sotto licenza GPL.
Nel 2009, MyDLP era uno dei primi progetti liberi e open source di DLP. La Comodo Group ha acquisito MyDLP nel maggio 2014 integrandolo nelle sue soluzioni di sicurezza.
Da allora MyDLP viene offerto sia nella versione Community Edition che nella Enterprise Edition. La versione Enterprise viene distribuita attraverso la sua sussidiaria Comodo Security Solutions,  e riceve regolari aggiornamenti che introducono nuove funzionalità, miglioramenti di sicurezza e patch.
La Community Edition è stata rimossa dal sito web ufficiale di MyDLP  anche se il suo codice sorgente è ancora disponibile su GitHub. Gli ultimi aggiornamenti di questi però risalgono al 2014.

## Sottoprogetti
Nel 2010 MyDLP metteva a disposizione i seguenti componenti:
- MyDLP Network è il componente server di MyDLP responsabile delle operazioni di rete ad alto carico, come l'intercettazione delle connessioni TCP e l'hosting dei servizi di rete di MyDLP. È scritto principalmente in Erlang [9]  e in parte minore in Python.[10] Questo sottosistema potrebbe funzionare su qualsiasi piattaforma che supporti Erlang e Python.[11]
- MyDLP Endpoint è l'agente remoto di MyDLP da installare sulle macchine endpoint per monitorare le operazioni degli utenti finali, come la copia di un file su un dispositivo esterno, stampare un documento o catturare uno screenshot. È sviluppato per i sistemi Windows e scritto in C++ e C#.[12]
- MyDLP Web UI è l'interfaccia di gestione per gli amministratori di sistema. Consente di configurare MyDLP e di applicare le configurazioni rilevanti sia al MyDLP Network che al MyDLP Endpoint. È scritto in PHP e Adobe Flex,[12] e utilizza MySQL per memorizzare le configurazioni degli utenti.[12]

## Caratteristiche
MyDLP integrava numerose funzionalità per la prevenzione della perdita di dati  tra cui:
- Estrazione di testo da formati binari che consentiva di analizzare file binari come documenti PDF e archivi compressi per identificare informazioni sensibili.
- Coda di gestione degli incidenti che forniva un sistema per tracciare e gestire incidenti di sicurezza in cui poteva essere coinvolto l'accesso non autorizzato a dati sensibili.
- Rilevamento del codice sorgente che consentiva di prevenire la perdita di informazioni riservate relative al codice sorgente di software, proteggendo la proprietà intellettuale.
- Metodi di identificazione dei dati che permetteva l'identificazione automatica di informazioni sensibili come conti bancari, numeri di carte di credito e numeri di identificazione nazionali, fornendo un ulteriore livello di protezione.[14]

Era disponibile anche l'integrazione di tecniche di NLP avanzate, come l'analisi statistica delle frasi addestrate e il classificatore Naive Bayes, che consentivano a MyDLP di adattarsi a un'ampia varietà di scenari e di fornire un livello di protezione più sofisticato e preciso.